# Forever Young (Blackpink)
Forever Young è un brano musicale del girl group sudcoreano Blackpink, seconda traccia del secondo EP Square Up, pubblicato il 15 giugno 2018.

## Pubblicazione
La canzone è stata registrata nel 2015, prima del debutto ufficiale delle Blackpink. È riemerso un vecchio video pubblicato su Instagram del 15 novembre 2015, che mostrava la canzone riprodotta all'esterno dell'edificio della YG Entertainment. Il video mostra i membri Rosé e Lisa che cantano le loro battute dal primo verso. La canzone poi è stata pubblicata in concomitanza con la commercializzazione dell'album.

## Descrizione
Forever Young è stata scritta da Teddy e Future Bounce e prodotta sempre da Teddy, 24, R. Tee e Bekuh Boom.

## Promozione
Durante il SBS Gayo Daejeon del 2018, le Blackpink hanno eseguito Solo, Ddu-Du Ddu-Du e Forever Young. Il 12 febbraio 2019, Blackpink hanno eseguito il brano al Good Morning America e il 23 gennaio 2019 ai Circle Chart Music Awards.

## Accoglienza
Tamar Herman di Billboard l'ha caratterizzata come una canzone da spiaggia, a base di moombhaton, all'interno della quale dichiarano che le Blackpink sono «la rivoluzione». Ha anche notato l'uso della volgarità in lingua inglese nella canzone, che ha definito una rarità nella musica diffusa dai gruppi K-pop femminili.

## Video musicale

### Dance practice
Il 20 giugno, è uscita la coreografia del brano sul canale YouTube ufficiale del gruppo. A partire da maggio 2019 ha oltre 100 milioni di visualizzazioni e 3,7 milioni di mi piace.

## Formazione
Musicisti
- Blackpink – voci
- 24 – arrangiamento
- Future Bounce – arrangiamento
- Teddy – arrangiamento

Produzione
- Teddy – produzione
- Future Bounce – produzione
- 24 – produzione
- R. Tee – produzione
- Bekuh Boom – produzione

## Successo commerciale
La canzone ha debuttato alla 2ª posizione della Circle Digital Chart.

## Classifiche

### Classifiche settimanali
| Classifica (2018) | Posizione massima |
| ----------------- | ----------------- |
| Corea del Sud     | 2                 |
| Malaysia          | 5                 |
| Singapore         | 3                 |

### Classifiche di fine anno
| Classifica (2018) | Posizione |
| ----------------- | --------- |
| Corea del Sud     | 32        |